# Luchthaven Aleppo
Luchthaven Aleppo is een luchthaven nabij de Syrische stad Aleppo.
De luchthaven werd in 2012 vanwege de Syrische burgeroorlog gesloten voor commerciële vluchten nadat rebellen de controle hadden verworven over het oostelijke deel van Aleppo. Op 19 februari 2020 landde na acht jaar voor het eerst weer een passagiersvliegtuig. Het was een toestel van Syrian Air afkomstig uit Damascus met aan boord Syrische ministers en journalisten. Behalve met commerciële vluchten naar Damascus, zal ook begonnen worden met vluchten naar de Egyptische hoofdstad Cairo.